# زبان وندا
زبان وندا، که با نام‌های Tshivenḓa یا Luvenḓa نیز شناخته می‌شود، زبانی با ریشه‌ای از زبان‌های بانتو و زبان رسمی کشور آفریقای جنوبی است. اکثریت وندازبانان، در شمال آفریقای جنوبی و در استان لیمپوپو ساکن هستند، ولی حدود ۱۰ درصد از وندازبانان نیز در کشور زیمبابوه زندگی می‌کنند. زبان وندا، با زبان کالانگا (زبان رسمی کشور زیمبابوه) که در کشورهای بوتسوانا و زیمبابوه به آن سخن گفته‌می‌شود، مرتبط و مشابه است. در فاصله دوران آپارتاید در آفریقای جنوبی، بانتوستان وندا (به معنای سرزمین بانتو (سیاهان) وندازبان)، برای پوشاندن و مخفی کردن وندازبانان آفریقای جنوبی، راه‌اندازی شد.